# Observatório de Biuracã
O Observatório Astrofísico de Biuracã ou Observatório de Biuracã (em armênio: Առականի բանականական; romaniz.: Byurakani astładitaran) é um observatório astronômico de propriedade e operado pela Academia Armênia de Ciências. Está localizado na encosta do monte Aragats, na vila de Biuracã, na Armênia.

## História
Fundado em 1946 por Viktor Hambarzumyan, foi um dos principais centros de astronomia da União Soviética. Seus edifícios foram projetados pelo arquiteto Samvel Safarian e incluem um hotel e o edifício central para os instrumentos astronômicos. O observatório descobriu aglomerados estelares especiais, como as associações estelares (1947). A primeira conferência de Biuracã foi realizada em novembro de 1951 sobre o tópico de associações estelares. Em 19 de setembro de 1956, uma grande reunião sobre estrelas não estáveis foi realizada. Foi o local de duas grandes conferências sobre SETI e é reconhecido como o centro regional de pesquisa astronômica.
O Primeiro Levantamento de Biuracã começou em 1965 usando o telescópio Schmidt e revelou 1500 galáxias com excesso de ultravioleta conhecidas como galáxias Markarianas. O Segundo Levantamento de Biuracã, de 1974 a 1991, procurou por galáxias de linha de emissão e excesso de ultravioleta, e quasares também. Seus diretores incluíram V. A. Ambartsumian até 1988, E. Ye. Khachikian até 1993, H. A. Harutyunian de 1993 a 1994 e A. R. Petrosian de 1994 a 1999. Khachikian retornou como diretor de 1999 a 2003 e Harutyunian também retornou depois disso.